# キ42 (航空機)
キ42は、大日本帝国陸軍が計画した重爆撃機。実機は製作されていない。

## 概要
1937年（昭和12年）、陸軍は同年に定めた研究方針の改正において、航空撃滅戦での使用を想定した重爆撃機キ42を計画した。1937年度末までに設計をおおむね完了させて試作に着手することが予定されていたが、発注先の三菱重工業で基礎研究が行われたのみで計画は中止された。
遠方の敵重要施設の攻撃に用いられる超重爆撃機だったとする資料と、九七式重爆撃機の代替を予定していたとする説があるが、詳細は不明。1937年の研究方針では、軽快さと自衛力をもって独立行動を可能とし、行動半径は1,200 km + 2時間、常用高度は2,000 - 4,000 m、爆弾1,500 kg（標準）の搭載に加えて旋回式の機関砲1基、機関銃4基で武装することなどが、超重爆撃機に対して要求されていた。